# Trapvechtkwartel
De trapvechtkwartel (Pedionomus torquatus) is de enige soort uit de familie Pedionomidae.

## Kenmerken
Het verenkleed van de vrouwtjes is wit gespikkeld met een zwarte halsband en een kastanjebruine borstvlek. De hoekige kop bevat een gele snavel en een lichte iris. Ze zijn groter dan de mannetjes. Het verenkleed van beide geslachten is verschillend. De lichaamslengte bedraagt 15 tot 19 cm en het gewicht 40 tot 80 gram.

## Fylogenie
Deze soort werd, net als de vechtkwartels, tot 1990 beschouwd als verwant aan hoendervogels. Uit DNA-onderzoek naar de taxonomie van de vogels bleek verwantschap met steltloperachtigen (Charadriiformes). Later DNA-onderzoek wees uit dat de soort het meest verwant is aan kwartelsnippen (Thinocoridae) uit Zuid-Amerika. Deze groep staat dicht bij de clade waarin ook de families Jacanidae en de Scolopacidae zijn ondergebracht.

## Leefwijze
De trapvechtkwartel is overdag actief. Zijn voedsel bestaat uit zaden en insecten.
De trapvechtkwartel leeft in spaarzaam begroeid grasland. De dieren lopen steeds door het gras, stoppen weer even, kijken of er gevaar dreigt en gaan weer verder. Als er gevaar is zullen ze zich liever in het gras verstoppen dan wegvliegen. Het nest is een kuiltje onder een graspol dat met gras gevoerd wordt. Het is een standvogel.

## Verspreiding en leefgebied
Deze soort komt voor in het binnenland van Zuidoost-Australië. Het leefgebied bestaat uit afwisselend kale grond en stukken met inheemse grassoorten en planten die hoogstens 10 cm hoog worden. De soort komt zelden in agrarisch landschap voor en kan zich daar niet handhaven.

## Status
De trapvechtkwartel heeft een beperkt verspreidingsgebied en daardoor is de kans op uitsterven aanwezig. De grootte van de populatie werd in 2016 door BirdLife International geschat op 1000 tot 2500 volwassen individuen en de populatie-aantallen nemen af door habitatverlies. Het leefgebied wordt aangetast door beweiding, het inzaaien van uitheemse grassoorten, het gebruik van bestrijdingsmiddelen tegen sprinkhaanplagen en predatie door (uitheemse) vossen. Om deze redenen staat deze soort als bedreigd op de Rode Lijst van de IUCN.
Vechtkwartels · Jacana's · Goudsnippen · Krabplevieren · Scholeksters · Ibissnavels · Steltkluten en kluten · Grielen · Renvogels en vorkstaartplevieren · Kieviten en plevieren · Magelhaenplevieren · Strandlopers en snippen · Kwartelsnippen · Trapvechtkwartels · Goudsnippen · IJshoenders · Jagers ·Pluvianidae (krokodilwachter) · Meeuwen, schaarbekken en sterns · Alken